# Левина, Светлана Васильевна
Светлана Васильевна Левина (23 марта 1958, Воронеж — 3 октября 2021, там же) — советская прыгунья на батуте. Первая советская чемпионка мира в этом виде спорта.

## Карьера
С. В. Левина родилась в Воронеже, где и начала заниматься прыжками на батуте. Тренировалась у В. М. Пилипченко.
В 1973 году стала чемпионкой Европы, за что была удостоена звания мастер спорта СССР международного класса. В 1975 году стала пятикратной чемпионкой Европы.
На чемпионате мира 1976 года завоевала первую советскую медаль в прыжках на батуте — индивидуальное золото. А в паре с Ольгой Стариковой взяла золото в синхроне.
В 1977 году завершила карьеру в связи с травмой.
Почётное звание Заслуженный мастер спорта России получила лишь в 1997 году.
В 1985 году окончила факультет иностранных языков Воронежского пединститута. Работала преподавателем.
Скончалась в Воронеже 3 октября 2021 года. Похороны пройдут 5 октября на Юго-Западном кладбище г. Воронежа.